# Nazionale maschile di cricket degli Stati Uniti d'America
La nazionale di cricket degli Stati Uniti d'America è la selezione nazionale che rappresenta gli Stati Uniti d'America nel gioco del cricket. La nazionale statunitense è una delle prime squadre nazionali ad essere stata costituita, con la sua prima apparizione risale al 1844 contro il Canada.

## Storia

### Le origini
All'inizio del XVIII secolo, gli ufficiali britannici introdussero il cricket nelle Tredici colonie. La prima menzione documentata del cricket risale al 1709, nello stato della Virginia, quando William Byrd II giocava con i suoi amici a cricket nella sua tenuta di Westover. In questo periodo sorsero i primi club di cricket. Inizialmente praticato principalmente da ufficiali britannici e da coloni anglofili, il cricket divenne presto un passatempo popolare anche tra i gentiluomini americani, e diversi padri fondatori degli Stati Uniti erano noti appassionati di questo sport. La prima partita ufficiale di cricket si svolse nel 1751.

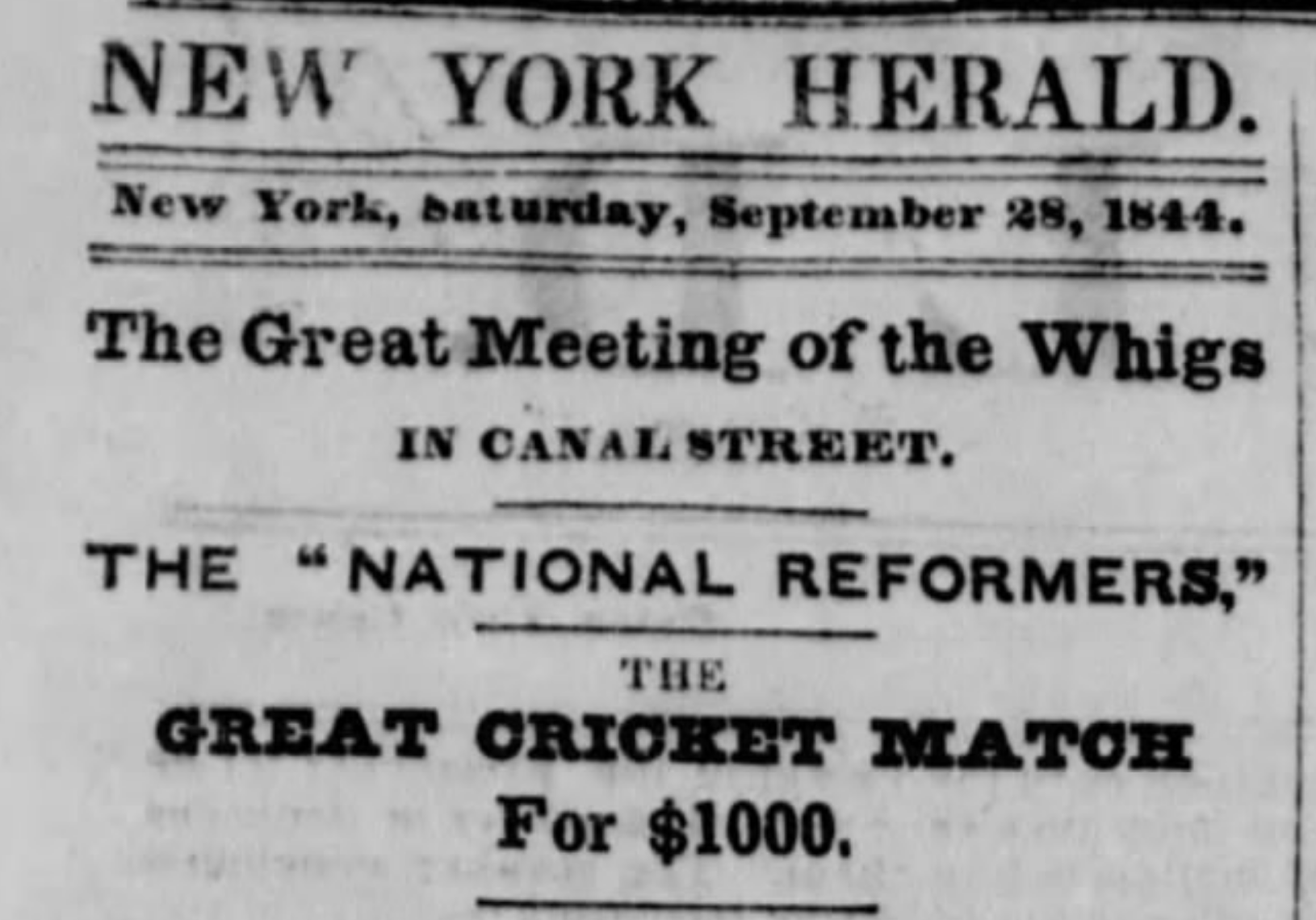
Annuncio della prima partita internazionale di cricket nel 1844 tra Canada e Stati Uniti sul New York Herald

I club di cricket, inizialmente, si sfidavano tra di loro, ma ben presto iniziarono a competere anche contro squadre canadesi. Si dice che George Washington, futuro primo presidente degli Stati Uniti, fosse un grande sostenitore del cricket e che giocasse a "wicket", una versione domestica del gioco, con i suoi soldati durante la Rivoluzione americana. È documentata una partita di cricket che si svolse a Valley Forge, campo invernale delle sue truppe nel 1777-78, alla quale Washington prese parte. Nel 1780, si racconta che John Adams, durante una discussione al Congresso, affermò che se i leader dei club di cricket potevano essere chiamati "presidenti", non vi era motivo di non usare lo stesso titolo per il capo della nuova nazione.
Nel 1833, gli studenti dell'Haverford College formarono una squadra di cricket, contribuendo così alla diffusione del gioco a Filadelfia, che divenne il principale centro del cricket negli Stati Uniti.
Dal 24 al 26 settembre 1844, gli Stati Uniti disputarono la loro prima partita internazionale di cricket contro il Canada, davanti a 20.000 spettatori al St George's Cricket Club di Bloomingdale Park, New York, un'area che in seguito divenne sede della scuola di medicina della New York University. Questo incontro è considerato la prima partita internazionale di cricket e uno dei primi eventi sportivi internazionali della storia moderna. Il Canada, che gareggiava sotto il nome di Provincia canadese dell'Impero britannico, vinse la partita con un margine di 23 punti.
Questo incontro divenne un evento annuale, proseguendo fino agli anni '20, e diede origine a quella che è oggi la più antica rivalità sportiva, antecedente di circa trent'anni rispetto alla celebre rivalità internazionale del cricket, "The Ashes", tra Australia e Inghilterra. La prima partita internazionale tra le due squadre si svolse in Canada nel 1845, con la vittoria del Canada per 61 punti.
Nel 1846, gli Stati Uniti riuscirono a battere il Canada a New York con un margine di 28 punti, che rimase il punteggio più basso mai ottenuto dalla squadra statunitense. Nel 1853, gli Stati Uniti ottennero la loro prima vittoria a Harlem contro il Canada. Tuttavia, nel 1854, il lanciatore veloce Joel Bradbury, con una straordinaria performance, ottenne nove wicket per soli sei punti contro gli Stati Uniti a Toronto, portando gli ospiti a essere eliminati per un punteggio di soli 32 punti, che rimane ancora oggi il punteggio più basso mai registrato dagli Stati Uniti contro il Canada.

### XIX secolo
Nel 1859, George Parr guidò una squadra inglese nel loro tour negli Stati Uniti, il primo tour internazionale di cricket della storia. Durante questo tour, che includeva anche il Canada, la squadra inglese vinse tutte e cinque le partite, compresi gli incontri contro le squadre nazionali di Canada e Stati Uniti. Tutti gli avversari parteciparono con un numero maggiore di giocatori, solitamente 22. Fred Lillywhite, uno dei membri della squadra, scrisse successivamente il libro The English Cricketers' Trip to Canada and the United States, pubblicato l'anno successivo. Questo libro è uno dei primi testi dedicati al cricket. Durante il tour, oltre alle partite, la squadra inglese partecipò a esibizioni e fece due viaggi alle Cascate del Niagara.
Nel 1862, i fratelli George e Harry Wright giocarono per gli Stati Uniti. Entrambi, in seguito, diventarono figure di spicco nella Major League Baseball e furono inseriti nella Baseball Hall of Fame. Nel 1864, l'Haverford College affrontò per la prima volta l'Università della Pennsylvania, dando vita alla terza partita intercollegiata più antica degli Stati Uniti.

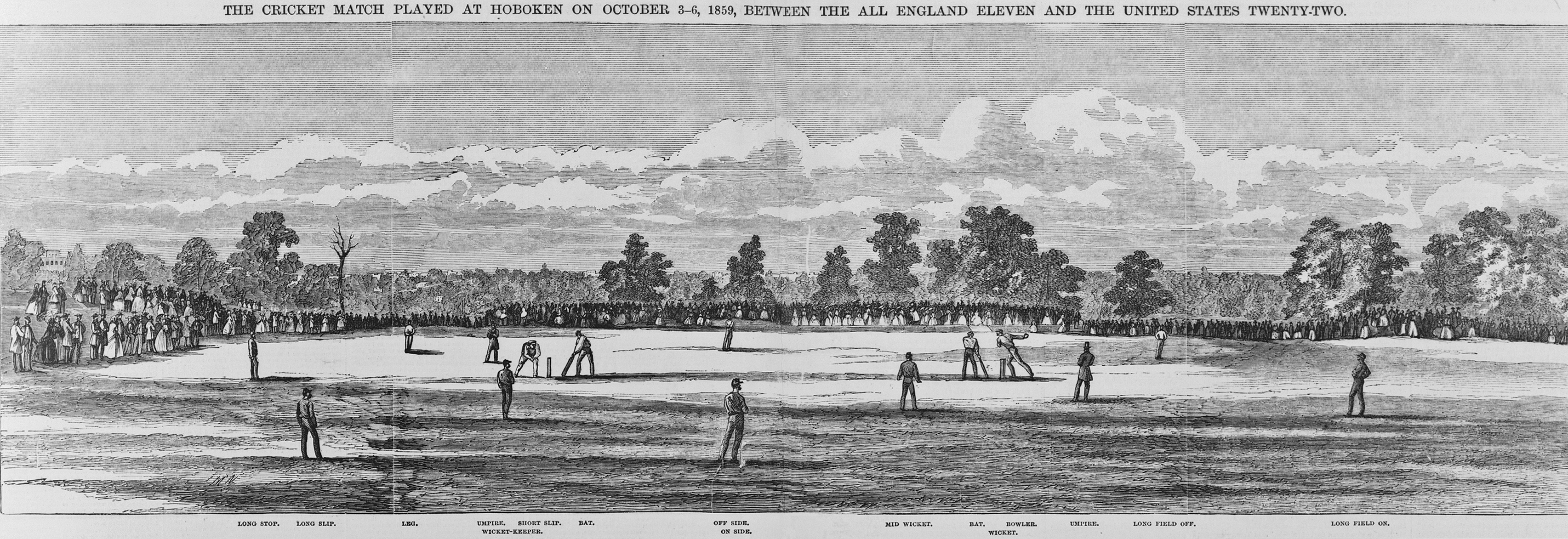
Partita di cricket tra Inghilterra e Stati Uniti dal 3 al 6 marzo Ottobre 1859 a Hoboken

Negli anni successivi, nel 1868 e nel 1872, si tennero ulteriori tour di squadre inglesi in Nord America, che incontrarono nuovamente il Canada e gli Stati Uniti. Questi tour, puramente commerciali, erano caratterizzati da partite programmate contro squadre di casa con più di undici giocatori, di solito 22, per rendere le competizioni più equilibrate.
Nel 1872, il celebre giocatore di cricket W. G. Grace fece parte della squadra inglese che affrontò gli Stati Uniti. Due anni dopo, nel 1874, la squadra di Filadelfia partecipò all'Halifax International Cricket Tournament, considerato il più antico torneo internazionale di cricket. Nello stesso anno, una squadra di baseball visitò l'Inghilterra, dove giocò sia a baseball che a cricket.
Nel 1878, una squadra australiana fece un tour negli Stati Uniti, vincendo contro l'All New York, il Peninsular Cricket Club di St. Louis e la California a San Francisco, mentre pareggiò contro Filadelfia. Quest'ultima partita è considerata la prima partita di prima classe negli Stati Uniti, un incontro che pose il paese di fronte alle nazioni di cricket più affermate, come quelle di Africa e Asia.

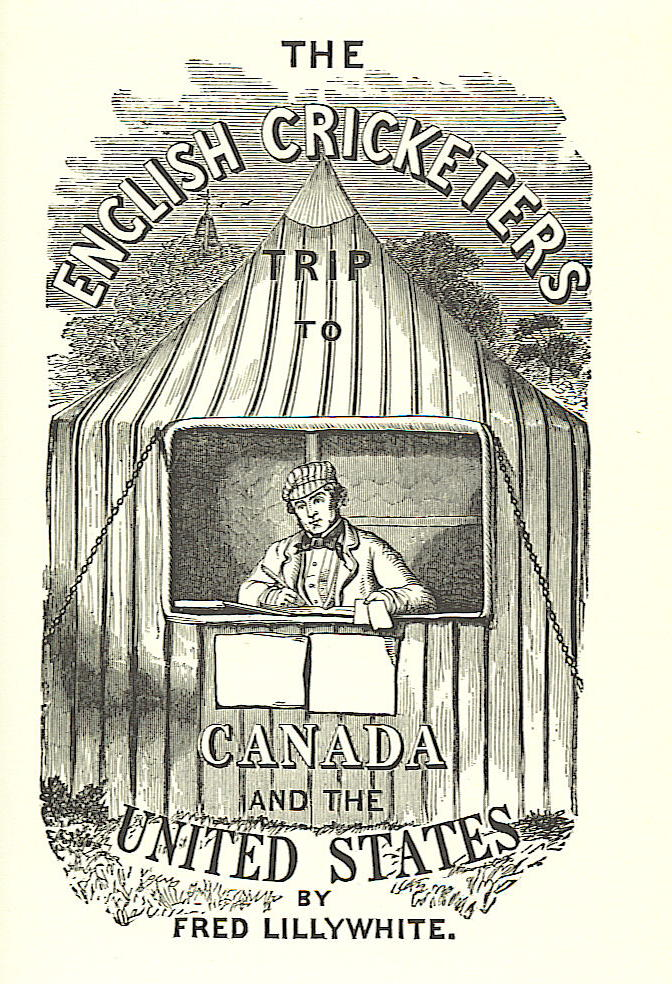
Fred Lillywhite nella sua tenda (Il viaggio dei giocatori di cricket inglesi in Canada e negli Stati Uniti nel 1859)

Nel 1879, l'Irlanda visitò gli Stati Uniti e ottenne un pareggio nelle due partite contro Filadelfia. Nel 1882, durante la sua seconda visita, l'Australia sconfisse una squadra di Filadelfia composta da 18 uomini per nove wicket. L'anno successivo, George Wright fece il suo debutto per la squadra nazionale degli Stati Uniti in una partita di prima classe contro Filadelfia, diventando il primo e unico atleta a competere sia a cricket di prima classe che a baseball nella Major League.
Nel 1886, le Indie Occidentali giocarono per la prima volta a New York e Filadelfia durante il loro tour negli Stati Uniti.
A partire dal 1880, le squadre di cricket statunitensi iniziarono a completare anche le proprie tournée internazionali, inclusa quella nella Guyana britannica, dove nel 1888 ottennero una vittoria contro le Indie Occidentali. Uno dei primi giocatori eccezionali di cricket negli Stati Uniti fu Bart King, noto per le sue straordinarie prestazioni di bowling con la squadra di Filadelfia contro avversari internazionali come l'Inghilterra e l'Australia. King fece il suo debutto per gli Stati Uniti durante la partita annuale contro il Canada nel 1892 e viene considerato il miglior giocatore di cricket americano di tutti i tempi.
Nel 1890, le sfide reciproche con il Canada acquisirono una nuova popolarità grazie alla presenza di probabilmente i due migliori giocatori tuttofare nella storia del cricket nordamericano: l'americano Bart King e il canadese Jack Laing. Entrambi dominarono il cricket nordamericano per quasi vent'anni, con grandi folle che assistevano ai loro confronti sul campo. Le partite tra Stati Uniti e Canada continuarono a essere giocate regolarmente fino alla sospensione nel 1912.

### Il declino
Nonostante la popolarità del cricket nel XVIII secolo e all'inizio del XIX secolo, il baseball iniziò a sostituirlo a partire dagli anni 1850 e 1860. Con l'aumento dell'interesse per il baseball, furono apportate alcune modifiche alle regole del gioco per aumentarne ulteriormente la diffusione. Tra queste modifiche, si introdusse l'uso delle mazze rotonde da baseball, più facili da produrre rispetto alle mazze piatte utilizzate nel cricket. Un altro fattore che contribuì al declino del cricket negli Stati Uniti fu il suo status amatoriale, che significava che il gioco veniva praticato principalmente dalla classe aristocratica, mentre in Inghilterra e Australia si era sviluppata una versione professionale del gioco. Con l'aumento della professionalità e degli standard sportivi a livello globale, i club di cricket negli Stati Uniti diventarono sempre più esclusivi. Club storici come Filadelfia e Merion abbandonarono il cricket e adattarono le loro strutture a sport come il golf e il tennis. Alcuni club di cricket cittadino contribuirono inconsapevolmente alla fine del cricket sponsorizzando squadre di baseball.
Nel 1900, il baseball era diventato lo sport culturalmente e numericamente dominante negli Stati Uniti, mentre il cricket era scomparso dalla vita quotidiana della maggior parte degli americani.
L'Imperial Cricket Conference, fondata nel 1909 (ora conosciuta come International Cricket Council, ICC), proibiva esplicitamente l'ammissione di stati che non facevano parte dell'Impero britannico, il che significava che la strada verso la professionalizzazione del cricket negli Stati Uniti rimaneva preclusa. Questo ostacolo rese ancora più difficile lo sviluppo del cricket negli Stati Uniti e ne rallentò ulteriormente il processo di professionalizzazione.
Il cricket non prosperò negli Stati Uniti come nell'Impero britannico. Dal 1880 fino allo scoppio della prima guerra mondiale, non esisteva una squadra nazionale vera e propria, ma piuttosto una selezione amatoriale composta principalmente da giocatori provenienti dai club della capitale del cricket, Filadelfia, e dalle aree circostanti lungo il fiume Delaware.

### Il cricket di Filadelfia
La squadra di cricket di Filadelfia rappresentò la città nel cricket di prima classe dal 1878 al 1913. Sebbene gli Stati Uniti avessero disputato la loro prima partita internazionale contro il Canada nel 1844, lo sport subì un progressivo declino, accentuato dalla crescente popolarità del baseball. Nonostante ciò, il cricket mantenne una certa rilevanza a Filadelfia, e, tra la fine del XIX secolo e l'inizio della Prima guerra mondiale, la città schierò una squadra di prima classe in grado di competere ai massimi livelli internazionali.

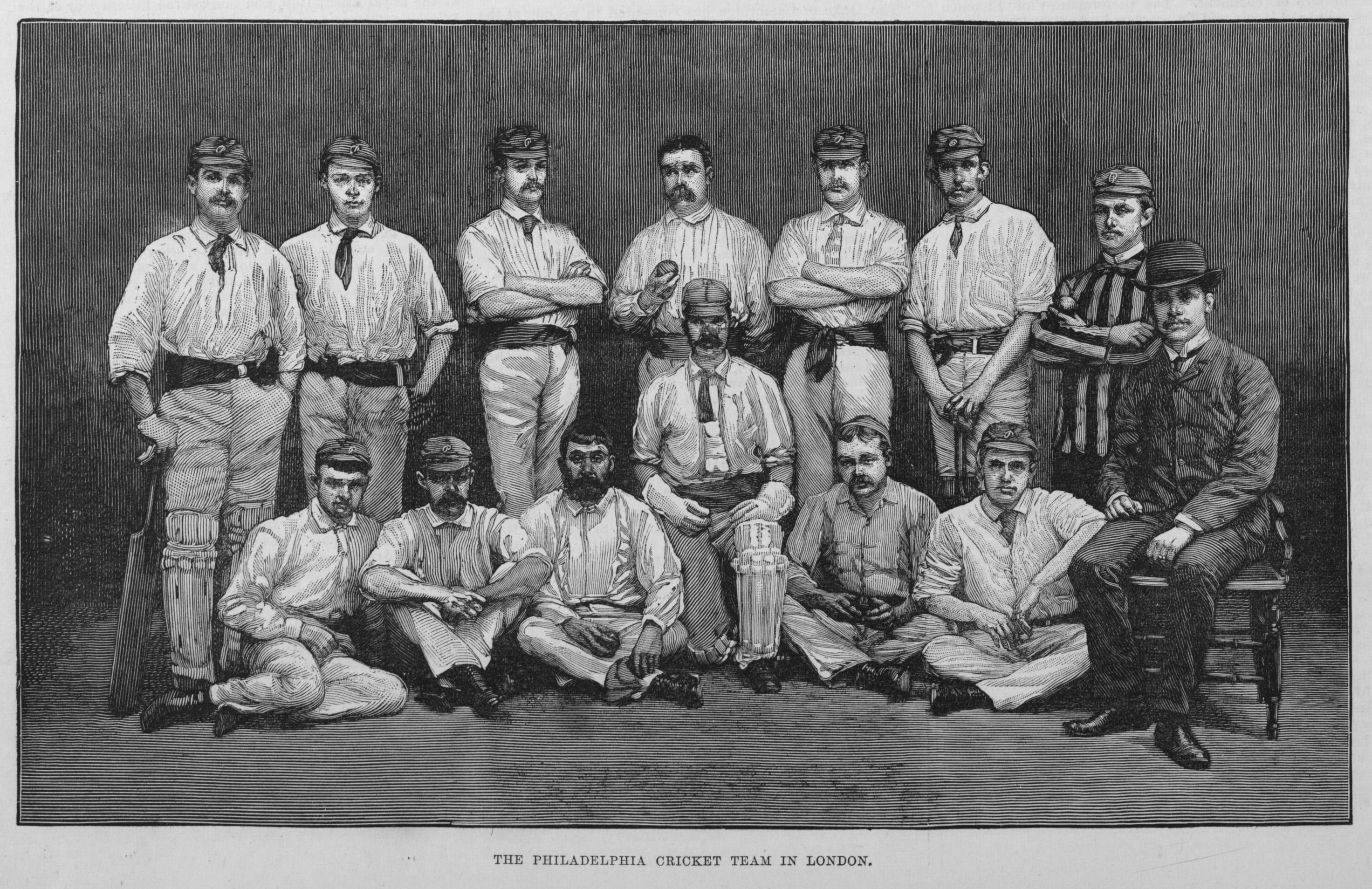
La squadra di cricket di Filadelfia, mostrata qui durante il tour in Inghilterra del 1884, fu la principale squadra di cricket americana per i decenni successivi alla guerra civile americana

La formazione era composta da giocatori provenienti dai principali club di cricket di Filadelfia: Germantown, Merion, Belmont e Philadelphia. Inoltre, alcuni atleti di club minori, come Tioga e Moorestown, e studenti di università locali, tra cui Haverford e Penn, parteciparono alla squadra. Nel corso di 35 anni, la squadra disputò 89 partite di prima classe, con un bilancio di 29 vittorie, 46 sconfitte, 13 pareggi e una partita abbandonata.
La prima tournée in Inghilterra della squadra di Filadelfia si svolse nel 1884, ma non incluse partite di prima classe. L'anno successivo, Filadelfia ottenne la sua prima vittoria in una partita di prima classe contro una squadra ospite, sconfiggendo una selezione guidata da Ned Sanders con un margine di 109 punti al Germantown Cricket Club. Nel 1886, le Indie Occidentali visitarono il Nord America per la prima volta, giocando a New York e Filadelfia, tra le altre località. Due anni dopo, la squadra di Filadelfia ospitò l'Irlanda, vincendo contro Longwood e All New York, ma perdendo due volte contro la squadra di Filadelfia.
Nel 1889 si svolse la seconda tournée in Inghilterra della squadra, che ancora una volta non incluse partite di prima classe. Successivamente, il team visitò l'Irlanda e la Scozia: mentre pareggiavano contro l'Irlanda, sconfissero la Scozia con un margine di dieci wicket. Nel 1891, la squadra di Lord Hawke fece visita a Filadelfia, vincendo e perdendo una partita di prima classe contro la squadra locale prima di disputare incontri a New York, Baltimora, Boston e Chicago.
Nel 1892, gli irlandesi tornarono negli Stati Uniti, giocando a Filadelfia, Boston, New York e Baltimora. La serie di tre partite contro Filadelfia si concluse con un pareggio, con il punteggio di 1–1.
Nel 1894, la squadra di selezione di Lord Hawke tornò negli Stati Uniti. Gli ospiti vinsero entrambe le partite di prima classe contro Filadelfia, con George Patterson che realizzò 271 punti di prima classe per la sua squadra contro quella di Arthur Wood. Questo punteggio rimane, ad oggi, il più alto mai ottenuto da un giocatore proveniente da una nazione di cricket associata. Due anni dopo, Filadelfia ottenne un'altra vittoria di prima classe contro l'Australia, ma perse la serie 1–2. Durante il suo tour, l'Australia giocò anche nel New Jersey, a Chicago e in California.
Nel 1897, la squadra di Pelham Warner visitò gli Stati Uniti, disputando partite a New York, Baltimora e Filadelfia. Gli ospiti ottennero una vittoria e una sconfitta nelle partite di prima classe contro Filadelfia. Nello stesso anno, la squadra di Filadelfia intraprese il terzo tour in Inghilterra, questa volta includendo partite di prima classe. La squadra di Filadelfia vinse due partite e subì nove sconfitte su un totale di 14 partite. L'anno successivo, la squadra di Pelham Warner fece una seconda visita, con un'ulteriore partita disputata a Chicago. Gli ospiti vinsero entrambe le partite di prima classe contro Filadelfia.
Nel 1899, Ranjitsinhji guidò una squadra negli Stati Uniti che sconfisse Filadelfia in entrambe le partite di prima classe, vincendo con un inning di vantaggio in entrambe le occasioni.
Nel 1905, il Marylebone Cricket Club (MCC) intraprese la sua prima tournée negli Stati Uniti, con la serie di due partite di prima classe contro Filadelfia che si concluse con un pareggio per 1–1. Nel 1907, Filadelfia visitò le Bermuda, dove perse una partita di due giorni contro la squadra locale per 47 punti. Nello stesso anno, l'MCC pareggiò entrambe le partite contro Filadelfia. Nel 1906, Filadelfia visitò nuovamente le Bermuda, questa volta vincendo con un margine di otto wicket. Sempre nel 1906, Filadelfia intraprese il suo ultimo tour in Inghilterra, giocando dieci partite di prima classe. La squadra vinse quattro partite e perse sei. Durante il tour, Bart King prese 87 wicket con una media di bowling di 11,01, che rimase la migliore media individuale di bowling in Inghilterra fino al 1958. Nel 1909, l'Irlanda visitò gli Stati Uniti, e nella prima partita di prima classe King si distinse, prendendo tutti e dieci i wicket irlandesi nel primo inning e una tripletta nel secondo inning, contribuendo così alla vittoria di Filadelfia con un inning di vantaggio. Anche la seconda partita fu vinta da Filadelfia per un inning. Filadelfia poi visitò la Giamaica, dove vinse la serie di tre partite di prima classe 2–1. L'anno successivo, la squadra perse contro i padroni di casa delle Bermuda per nove wicket a Hamilton. Nel 1911, le Bermuda visitarono per la prima volta gli Stati Uniti, e durante la partita contro Filadelfia a Haverford, Gerald Conyers prese sei wicket per due punti, inclusi due triplette, e lanciò 15/138 nella vittoria di sei punti della squadra locale. Nel tour successivo, i padroni di casa batterono Filadelfia a Hamilton per sette wicket.
Nel 1912, Filadelfia tornò alle Bermuda per un altro tour, ma perse contro la squadra locale per quattro wicket. Nel 1913, durante il tour nordamericano dell'Australia, si giocarono le ultime partite di prima classe negli Stati Uniti per oltre 90 anni. Gli australiani vinsero due partite e pareggiarono una contro Filadelfia. Altre partite si svolsero a New York, Chicago, Pittsburgh e Rhode Island, con il Germantown Cricket Club che sconfisse gli ospiti. Il tour incluse anche due partite di prima classe contro una squadra congiunta canadese-americana, con la vittoria degli ospiti.
Dopo la Prima guerra mondiale, il cricket iniziò a declinare a Filadelfia, che perse una serie di quattro partite contro New York con un punteggio di 1–3. Nel 1921, una squadra del Canada orientale visitò gli Stati Uniti e pareggiò con Filadelfia. Due anni dopo, le Bermuda persero una serie di due partite contro Filadelfia con un punteggio di 0–1, e nel 1928 gli ospiti pareggiarono con la squadra di Filadelfia.

### Il secondo dopoguerra
Il cricket continuò a essere praticato nelle Isole Vergini americane. Sebbene l'arcipelago abbia fornito giocatori per la squadra delle Indie Occidentali, che ottenne lo status di Test cricket nel 1928, le Isole Vergini americane rappresentarono gli Stati Uniti in sei partite internazionali tra il 1885 e il 1894. Durante questo periodo, la squadra delle Isole Vergini americane vinse una partita, ne perse due e altre tre terminarono in pareggio.
Nel 1932, gli australiani visitarono gli Stati Uniti, e tra i giocatori di spicco c'era il celebre Donald Bradman. Nel 1958, il Pakistan visitò Filadelfia, New York e il Massachusetts per una serie di partite. L'anno successivo, il Marylebone Cricket Club fece visita a Filadelfia e Washington, DC, continuando così la tradizione di incontri internazionali nel cricket statunitense.
Fino alla metà degli anni '60, quando la International Cricket Council (ICC) ammise i membri associati a seguito di alcune riforme, il cricket rimase uno sport di nicchia negli Stati Uniti, con un progressivo declino che portò al suo collasso negli anni '30. Tuttavia, dopo la Seconda guerra mondiale, l'arrivo di migranti provenienti dal Regno Unito, dai Caraibi e dall'Asia meridionale contribuì a riportare il cricket nel paese e a rilanciarne la popolarità.
Nel 1961 fu fondata la United States Cricket Association (USCA), e nel 1963 ripresero le partite internazionali contro il Canada, con gli ospiti che vinsero la prima partita a Toronto per un inning. Nel 1964, la squadra dello Yorkshire visitò gli Stati Uniti, giocando a New York, Washington, DC e Hollywood. La rinascita del cricket negli Stati Uniti portò all'ammissione del paese alla ICC nel 1965 (l'acronimo che allora stava per International Cricket Council).
Nel 1965, all'età di 39 anni, Cliff Severn fece il suo debutto internazionale con gli Stati Uniti, insieme al fratello minore Winston, in una partita di due giorni contro il Canada al Riley Park di Calgary. L'anno successivo, gli Stati Uniti vinsero la partita di ritorno al C. Aubrey Smith Field di Los Angeles con un margine di 54 punti.
Nel corso degli anni, il cricket si diffuse in tutti e 50 gli stati degli Stati Uniti. Nel 1965, il Worcestershire visitò gli Stati Uniti per disputare partite a Honolulu e Hollywood. La squadra fece successivamente tappa in Nuova Zelanda, inclusa una partita a Los Angeles. Nel 1967, l'Marylebone Cricket Club visitò gli Stati Uniti per disputare partite a Washington, DC, Filadelfia e New York. Un anno dopo, gli Stati Uniti intrapresero il loro primo tour in Inghilterra, giocando contro seconde squadre di club di contea e contee minori. Nel 1973, gli Stati Uniti sconfissero l'Irlanda per 42 punti a Los Angeles, segnando un altro passo importante nel rilancio del cricket nel paese.

### Gli ultimi anni del Novecento
Sebbene gli Stati Uniti non fossero stati invitati a partecipare alla prima Coppa del Mondo di cricket nel 1975, come membri associati della ICC avevano il diritto di competere nel Trofeo ICC del 1979. In quella competizione, gli Stati Uniti ottennero vittorie contro Israele e il Galles, ma furono eliminati dopo una sconfitta contro lo Sri Lanka, a causa del loro scarso tasso di successo netto. Di conseguenza, gli Stati Uniti non riuscirono a qualificarsi per la Coppa del Mondo di cricket 1979.
Nel Trofeo ICC del 1982, gli Stati Uniti vinsero una sola volta contro Israele, ma furono nuovamente eliminati, mancando la qualificazione per la Coppa del Mondo di cricket 1983. Nel 1986, raggiunsero un pareggio contro l'Olanda e le Bermuda nel turno preliminare, ma ancora una volta furono eliminati a causa del tasso di successo netto, terminando terzi nel girone e mancando così la qualificazione per la Coppa del Mondo di cricket 1987.
Nel Trofeo ICC del 1990, gli Stati Uniti superarono per la prima volta il turno preliminare, ma arrivarono ultimi nel girone del turno intermedio e non riuscirono a qualificarsi per la Coppa del Mondo di cricket 1992. Nel 1994, così come nel 1997, gli Stati Uniti non riuscirono a superare il turno preliminare, mancando quindi l'accesso alla Coppa del Mondo di cricket del 1996 e a quella del 1999.
Dal 1998, gli Stati Uniti parteciparono anche alla One-Day Cup delle Indie Occidentali, continuando a cercare opportunità di competere su scala internazionale.

### Il ventunesimo secolo
Nel 2001, gli Stati Uniti riuscirono a superare nuovamente il turno preliminare del Trofeo ICC, ma, classificandosi sesti nella Super League, non riuscirono a qualificarsi per la Coppa del Mondo di cricket 2003. A partire dal 2000, gli Stati Uniti hanno partecipato a tutte le edizioni dei Campionati Americani, concludendo con una vittoria nell'evento del 2002, che si svolse in Argentina.
Nel 2004, la squadra degli Stati Uniti partecipò all'ICC Six Nations Challenge e ne uscì vincitrice, guadagnandosi così il diritto di competere nell'ICC Champions Trophy dello stesso anno. Durante il torneo, però, la squadra perse nettamente contro Nuova Zelanda e Australia nei suoi primi One-Day Internationals (ODI). Nello stesso anno, durante la Coppa Intercontinentale ICC, si disputarono le prime partite di prima classe negli Stati Uniti in oltre 90 anni, con i padroni di casa che persero contro il Canada. In quella partita, John Davison, del Canada, prese 17 wicket, registrando il miglior bowling di prima classe dai tempi di Jim Laker. Gli Stati Uniti poi vinsero contro le Bermuda, ma non riuscirono a raggiungere la semifinale. Il Campionato Americano del 2004 si concluse con gli Stati Uniti al secondo posto, dietro al Canada.
Nel 2005, durante la Coppa Intercontinentale ICC, gli Stati Uniti furono esclusi dall'associazione mondiale poiché le federazioni concorrenti non riuscirono a mettersi d'accordo su una squadra comune. Al Trofeo ICC del 2005, gli Stati Uniti terminarono ultimi nel loro girone, mancando così la qualificazione per la Coppa del Mondo di cricket 2007 e anche il loro status di ODI. Tuttavia, nell'agosto 2006, gli Stati Uniti tornarono sulla scena internazionale, partecipando alla Division One del Campionato Americano in Canada, dove si piazzarono al secondo posto su cinque squadre partecipanti.
Nel maggio 2007, la nazionale degli Stati Uniti avrebbe dovuto partecipare alla Division 3, con le due migliori squadre che si sarebbero qualificate per la Divisione 2 nello stesso anno. Tuttavia, l'ICC sospese la United States of America Cricket Association (USACA) e bandì la squadra nazionale dal torneo, rendendola così non idonea a partecipare alla Coppa del Mondo di cricket 2011. La sospensione fu il risultato di un conflitto riguardante l'atto costitutivo dell'associazione. Questo conflitto fu risolto all'inizio del 2008, e la sospensione venne revocata il 1º aprile dello stesso anno.
Nella World Cricket League Division Four del 2012, gli Stati Uniti ottennero nuovamente la promozione, ma retrocedettero nella World Cricket League Division Three nel 2013. Parteciparono anche al World Twenty20 Qualifier del 2013, ma furono eliminati all'ultimo posto nel loro gruppo, mancandosi così la qualificazione per la Coppa del Mondo T20 maschile di cricket 2014.
Nel periodo successivo, gli Stati Uniti furono retrocessi di nuovo nella Divisione 3 della World Cricket League per il ciclo 2012-2018. Durante le qualificazioni al World Twenty20 del 2015, mirate alla qualificazione per il World Twenty20 del 2016, la squadra non riuscì a superare il turno preliminare, segnando un altro fallimento nella corsa al torneo internazionale.

### La sospensione internazionale
Il 26 giugno 2015, l'ICC ha sospeso nuovamente l'USACA a causa di preoccupazioni significative emerse a seguito di una revisione condotta dall'ente. Le problematiche riguardavano la governance, le finanze, la reputazione e le attività legate al cricket dell'USACA. La sospensione non ha avuto impatti sulle partite della squadra nazionale, ma ha interrotto i finanziamenti provenienti dall'ICC e impedito all'USACA di approvare eventi sul territorio statunitense. L'ICC ha comunque mantenuto la possibilità di autorizzare eventi che si svolgano negli Stati Uniti. La sospensione rimarrà in vigore fino a quando l'USACA non sarà in grado di dimostrare all'ICC di aver migliorato le condizioni relative alla governance, alla gestione finanziaria e alle sue attività nel cricket.
Nel mese di giugno 2015, si registrò anche il rifiuto da parte dell'USACA di adottare un nuovo statuto, proposto dall'ICC. Nello stesso periodo, venne costituita una nuova organizzazione, USA Cricket, che successivamente venne accettata dall'ICC come membro associato.

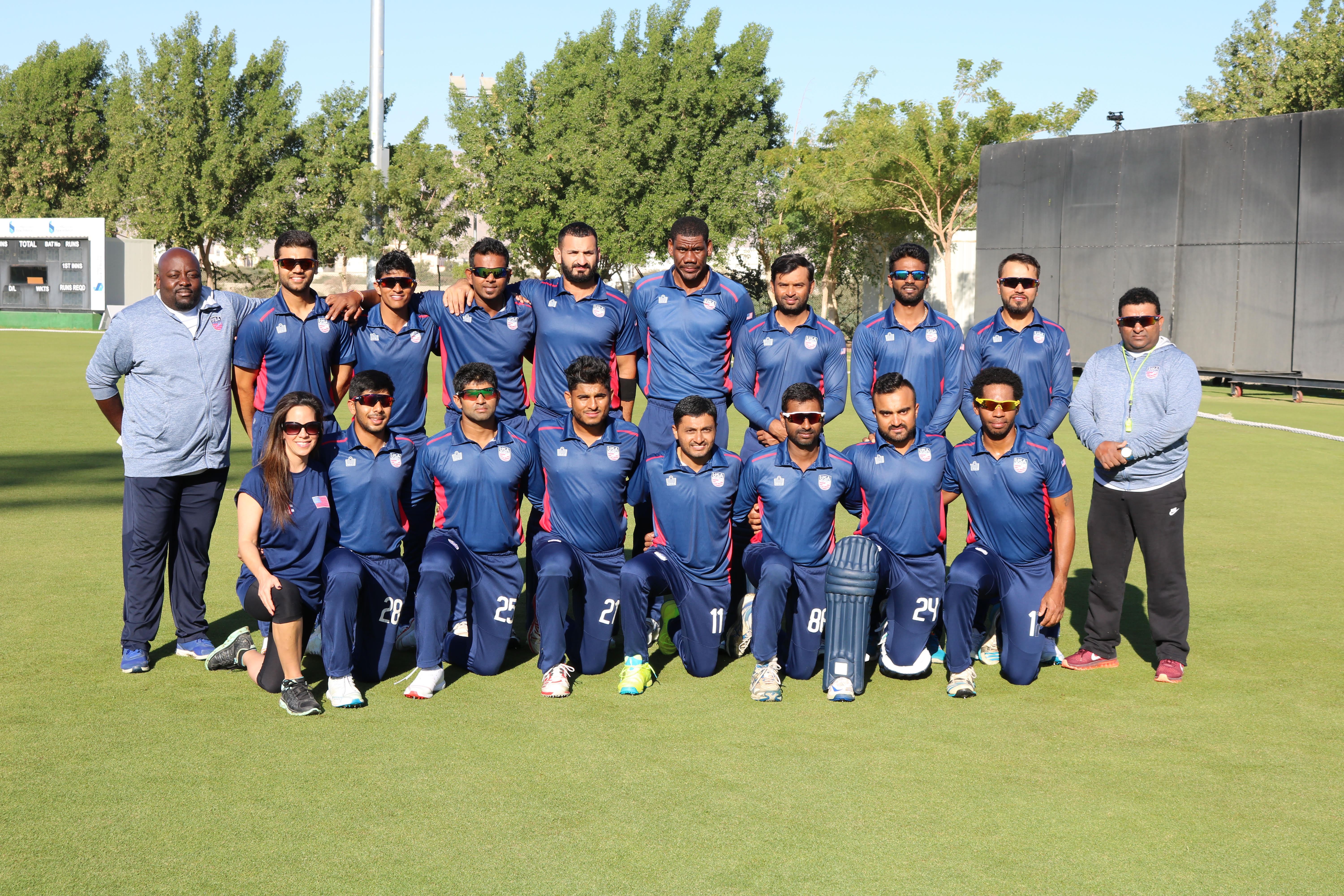
La squadra nazionale di cricket degli Stati Uniti, 2017

### La rinascita
Dopo aver sconfitto Singapore nella finale di Division 3 nel 2018, gli Stati Uniti hanno raggiunto per la prima volta la Division 2 della World Cricket League. Nell'aprile 2019, dopo aver concluso la Division 2 tra le prime quattro squadre, gli Stati Uniti si sono qualificati per la Cricket World Cup League 2 2019-2023, acquisendo così la possibilità di partecipare ai tornei di qualificazione per la Coppa del Mondo di cricket 2023.
Nel contesto della Cricket World Cup League 2, gli Stati Uniti hanno vinto un torneo trilaterale negli Emirati Arabi Uniti, ma si sono classificati all'ultimo posto in un altro torneo tenutosi in Nepal. La Tri-Nation Series degli Stati Uniti, disputata nel settembre 2019, è stata la prima serie ODI ospitata nel paese. I padroni di casa si sono classificati al secondo posto, dietro la Namibia e davanti alla Papua Nuova Guinea. Tuttavia, il secondo torneo programmato per l'aprile 2020, insieme ad altri eventi, è stato rinviato a causa della pandemia di COVID-19.
Nel torneo di Division 4 della World Cricket League, tenutosi negli Stati Uniti, la squadra americana è riuscita a risalire la classifica e a garantirsi un posto nel campionato di Division 3. Nella successiva edizione della World Cricket League, 2017-19, gli Stati Uniti sono stati promossi per la prima volta alla Division 2, riuscendo successivamente ad assicurarsi un posto nella Cricket World Cup League 2 per il periodo 2019-2023. Tuttavia, nel formato T20I, la squadra è stata eliminata durante le qualificazioni americane del 2019, mancando così l'accesso alla Coppa del Mondo T20 del 2021.
Nel novembre 2021, l'Irlanda ha annunciato un tour di cinque partite negli Stati Uniti, previsto per dicembre 2021, prima di proseguire verso le Indie occidentali per una serie ODI nel gennaio 2022. Questo ha segnato la prima volta che gli Stati Uniti hanno ospitato una serie bilaterale contro una squadra a pieno titolo della ICC. La serie è iniziata con due partite di T20I. Dopo un inizio lento nella prima partita, nel secondo incontro si è sviluppata una solida partnership tra Sushant Modani e Gajanand Singh, che ha portato gli Stati Uniti a un punteggio di 188. L'Irlanda ha inseguito senza successo, totalizzando 26 punti in meno, consentendo agli Stati Uniti di ottenere la loro prima vittoria assoluta contro una nazione Test. Gli irlandesi hanno pareggiato la serie T20I nella seconda partita, iniziando con il battitore e venendo eliminati per 150 punti; tuttavia, i padroni di casa hanno segnato nove punti in meno, cedendo la vittoria all'Irlanda. I due T20I dovevano essere seguiti da una serie ODI, ma quest'ultima è stata annullata il 28 dicembre 2021 a causa di numerosi casi di COVID-19. Nel novembre 2021, gli Stati Uniti sono stati nominati co-ospiti della Coppa del Mondo T20 del 2024 insieme alle Indie occidentali, segnando la prima volta che delle partite di un torneo internazionale si sono svolte negli Stati Uniti. Nel marzo 2022, l'associazione ha annunciato investimenti da 110 milioni di dollari per rinnovare otto stadi in preparazione per la Major League Cricket del 2023.
Nella Oman Tri-Nation Series di settembre 2021, gli Stati Uniti hanno concluso al terzo posto, con una sola vittoria, dietro al paese ospitante e al Nepal. Nella successiva Tri-Nation Series degli Stati Uniti, disputata contro Scozia ed Emirati Arabi Uniti, gli Stati Uniti hanno terminato al terzo posto, con gli stessi punti degli Emirati, ma con un punteggio netto inferiore. Nel giugno 2022, gli Stati Uniti hanno vinto la Tri-Nation Series contro Nepal e Oman, subendo una sola sconfitta e un pareggio. Alla Scotland Tri-Nation Series dell'agosto 2022, gli Stati Uniti si sono classificati secondi, dietro la Scozia e davanti agli Emirati Arabi Uniti. Nella Tri-Nation Series della Papua Nuova Guinea, disputata nel settembre 2022, gli Stati Uniti sono arrivati terzi, dietro la Namibia e la nazione ospitante.
Nel novembre 2022, gli Stati Uniti hanno vinto la Namibia Tri-Nation Series grazie al miglior tasso di successo netto, superando la Namibia e la Papua Nuova Guinea. Dopo aver completato tutte le Tri-Nation Series, gli Stati Uniti hanno concluso la Cricket World Cup League 2 2019-2023 al quinto posto, qualificandosi per i play-off di qualificazione alla Coppa del Mondo di cricket 2023. Gli Stati Uniti hanno pareggiato con gli Emirati Arabi Uniti per il primo posto in classifica, ma sono passati grazie al miglior run rate netto. Questo risultato li ha portati a qualificarsi per le qualificazioni alla Coppa del Mondo di cricket 2023 e ad assicurarsi un posto nella Cricket World Cup League 2 per il periodo 2023-2027.
Durante le qualificazioni alla Coppa del Mondo di cricket 2023, che si sono svolte in Zimbabwe, gli Stati Uniti sono arrivati decimi, mancando l'accesso al torneo principale in India.

### Le storiche partecipazioni ai mondiali T20
Nel mese di aprile 2024, gli Stati Uniti hanno ottenuto una vittoria per 4-0 contro il Canada, seguita dalla loro prima serie T20I di tre partite contro il Bangladesh. Gli Stati Uniti hanno vinto la prima partita della serie con cinque wicket, ottenendo così la loro prima vittoria assoluta contro il Bangladesh. Successivamente, hanno vinto anche la seconda partita con un margine di sei punti, conquistando così la loro prima serie contro una squadra a pieno titolo della ICC. Questi incontri sono serviti come preparazione per il debutto degli Stati Uniti nella Coppa del Mondo T20, dove gli Stati Uniti si sono qualificati poiché nazione ospitante.
Nella loro prima partita del turno preliminare, gli Stati Uniti hanno sconfitto il Canada con sette wicket. Nella seconda partita, hanno ottenuto una vittoria sensazionale contro il Pakistan, superando i favoriti nel Super Over. Questo successo ha suscitato grande attenzione da parte dei media e ha generato un forte ottimismo riguardo allo sviluppo del cricket negli Stati Uniti. L'ultima partita del turno preliminare contro l'Irlanda è stata annullata a causa della pioggia, ma gli Stati Uniti sono comunque avanzati al Super 8, qualificandosi come seconda del loro girone, con l'eliminazione di Pakistan, Canada e Irlanda. Inoltre, questa qualificazione li ha garantiti un posto diretto nella Coppa del Mondo T20 2026. Nel Super 8, gli Stati Uniti sono stati eliminati dal torneo dopo aver subito sconfitte contro Sud Africa, Indie Occidentali e Inghilterra.
Gli Stati Uniti hanno aperto il 2025 giocando un torneo tri-nations, facente parte del circuito della League 2, in Oman dall'8 al 18 febbraio, vincendo entrambe le partite contro la Namibia ed una partita contro l'Oman. Al termine della serie, gli Stati Uniti si sono trattenuti in Oman, giocando una serie T20 di 3 partite ad Al Amarat contro i padroni di casa, vincendola per 3-0.

## Simboli e maglie
Nel cricket ODI (One Day International) e T20I (Twenty20 International), i giocatori statunitensi indossano maglie blu con accenti rossi, maniche e colletto blu, e pantaloni anch'essi blu. I giocatori in campo portano un berretto da baseball blu o un cappello da sole blu, mentre i caschi dei battitori sono anch'essi blu. Durante i tornei ufficiali dell'ICC, il logo dello sponsor appare sulla manica destra della maglia, mentre la scritta "USA" è visibile sulla parte anteriore.
Il logo di USA Cricket rappresenta una mazza da cricket davanti a uno scudo a strisce rosse e bianche, con la scritta "USA Cricket" in bianco su uno sfondo blu. I colori bianco, blu e rosso del logo richiamano i colori nazionali degli Stati Uniti.

## La rivalità con il Canada
Il più grande rivale degli Stati Uniti nel cricket è il Canada. Le due squadre si sono incontrate per la prima volta nel 1844, nella prima partita internazionale di cricket, e da allora si sono sfidate ogni anno, ad eccezione dei periodi dal 1913 al 1962 e dal 1994 al 2011. Nell'ambito di questa storica rivalità, entrambe le squadre giocano per la KA Auty Cup, un trofeo donato da Karl André Auty. Questa rivalità è la più antica e, ad oggi, la più lunga nel contesto degli sport internazionali.

## Albo d'oro

### Coppa del Mondo T20 maschile di cricket
| Anno   | Round           | Pos.            | GP              | W               | L               | T               | NR              |
| ------ | --------------- | --------------- | --------------- | --------------- | --------------- | --------------- | --------------- |
| 2007   | Non qualificata | Non qualificata | Non qualificata | Non qualificata | Non qualificata | Non qualificata | Non qualificata |
| 2009   | Non qualificata | Non qualificata | Non qualificata | Non qualificata | Non qualificata | Non qualificata | Non qualificata |
| 2010   | Non qualificata | Non qualificata | Non qualificata | Non qualificata | Non qualificata | Non qualificata | Non qualificata |
| 2012   | Non qualificata | Non qualificata | Non qualificata | Non qualificata | Non qualificata | Non qualificata | Non qualificata |
| 2014   | Non qualificata | Non qualificata | Non qualificata | Non qualificata | Non qualificata | Non qualificata | Non qualificata |
| 2016   | Non qualificata | Non qualificata | Non qualificata | Non qualificata | Non qualificata | Non qualificata | Non qualificata |
| 2021   | Non qualificata | Non qualificata | Non qualificata | Non qualificata | Non qualificata | Non qualificata | Non qualificata |
| 2022   | Super 8         | 8/20            | 7               | 2               | 4               | 0               | 1               |
| 2024   | Non qualificata | Non qualificata | Non qualificata | Non qualificata | Non qualificata | Non qualificata | Non qualificata |
| 2026   | Qualificata     | Qualificata     | Qualificata     | Qualificata     | Qualificata     | Qualificata     | Qualificata     |
| Totale | Totale          | Totale          | 7               | 2               | 4               | 0               | 1               |

### Coppa nordamericana T20
| Anno   | Round    | Pos.   | GP | W | L | T | NR |
| ------ | -------- | ------ | -- | - | - | - | -- |
| 2025   | Campione | 1/5    | 6  | 5 | 1 | 0 | 0  |
| Totale | Totale   | Totale | 6  | 5 | 1 | 0 | 0  |

## Statistiche
Partite internazionali – Stati Uniti d'America
Aggiornato al 28 maggio 2025.
| Record                  |    |    |    |   |      |
| Format                  | M  | W  | L  | T | D/NR |
| One-Day Internationals  | 71 | 36 | 32 | 3 | 0    |
| Twenty20 Internationals | 54 | 29 | 20 | 3 | 9    |

### ODI
Aggiornato al 28 maggio 2025 
| Nazionale            | P               | W               | L               | T               | NR              |
| vs Full Members      | vs Full Members | vs Full Members | vs Full Members | vs Full Members | vs Full Members |
| -------------------- | --------------- | --------------- | --------------- | --------------- | --------------- |
| Australia            | 1               | 0               | 1               | 0               | 0               |
| Indie Occidentali    | 1               | 0               | 1               | 0               | 0               |
| Irlanda              | 1               | 0               | 1               | 0               | 0               |
| Nuova Zelanda        | 1               | 0               | 1               | 0               | 0               |
| Zimbabwe             | 1               | 0               | 1               | 0               | 0               |
| vs Associate Members |                 |                 |                 |                 |                 |
| Canada               | 5               | 4               | 1               | 0               | 0               |
| Emirati Arabi Uniti  | 9               | 7               | 2               | 0               | 0               |
| Jersey               | 1               | 1               | 0               | 0               | 0               |
| Namibia              | 11              | 7               | 4               | 0               | 0               |
| Nepal                | 9               | 4               | 4               | 1               | 0               |
| Oman                 | 10              | 3               | 6               | 1               | 0               |
| Paesi Bassi          | 3               | 0               | 3               | 0               | 0               |
| Papua Nuova Guinea   | 10              | 7               | 2               | 1               | 0               |
| Scozia               | 8               | 3               | 5               | 0               | 0               |
| Totale               | 71              | 36              | 32              | 3               | 0               |

### T20
Aggiornato al 27 aprile 2025 
| Nazionale            | P               | W               | L               | T               | NR              |
| vs Full Members      | vs Full Members | vs Full Members | vs Full Members | vs Full Members | vs Full Members |
| -------------------- | --------------- | --------------- | --------------- | --------------- | --------------- |
| Bangladesh           | 3               | 2               | 1               | 0               | 0               |
| India                | 1               | 0               | 1               | 0               | 0               |
| Indie Occidentali    | 1               | 0               | 1               | 0               | 0               |
| Inghilterra          | 1               | 0               | 1               | 0               | 0               |
| Irlanda              | 2               | 1               | 1               | 0               | 0               |
| Pakistan             | 1               | 0               | 0               | 1               | 0               |
| Sudafrica            | 1               | 0               | 1               | 0               | 0               |
| Zimbabwe             | 1               | 0               | 1               | 0               | 0               |
| vs Associate Members |                 |                 |                 |                 |                 |
| Argentina            | 1               | 1               | 0               | 0               | 0               |
| Bahamas              | 2               | 2               | 0               | 0               | 0               |
| Belize               | 1               | 1               | 0               | 0               | 0               |
| Bermuda              | 5               | 3               | 2               | 0               | 0               |
| Canada               | 12              | 7               | 3               | 1               | 1               |
| Isole Cayman         | 3               | 3               | 0               | 0               | 0               |
| Emirati Arabi Uniti  | 4               | 1               | 2               | 0               | 1               |
| Jersey               | 1               | 1               | 0               | 0               | 0               |
| Namibia              | 2               | 2               | 0               | 0               | 0               |
| Nepal                | 3               | 0               | 2               | 1               | 0               |
| Oman                 | 3               | 3               | 0               | 0               | 0               |
| Panama               | 1               | 1               | 0               | 0               | 0               |
| Paesi Bassi          | 3               | 0               | 3               | 0               | 0               |
| Papua Nuova Guinea   | 1               | 0               | 1               | 0               | 0               |
| Singapore            | 1               | 1               | 0               | 0               | 0               |
| Totale               | 54              | 29              | 20              | 3               | 2               |